# Volkswagen Passat B4
La Volkswagen Passat B4 est un véhicule allemand sorti en 1993, faisant suite à la Passat B3 qui avait été largement restylée en 1993. Malgré cela, ce n'était pas un tout nouveau modèle. Les changements concernent surtout l'extérieur : les portes et pare-chocs sont redessinés. De nouveaux équipements de sécurité voient également le jour avec cette nouvelle génération de Passat, dont les deux airbags frontaux, et les prétensionneurs de ceinture.
Les motorisations s'étalent, sur ce modèle, de 74 à 181 chevaux, essence et diesel confondus. Le véhicule était disponible en boîte manuelle 5 vitesses, ou boîte automatique à convertisseur hydraulique à 4 rapports. La version la plus puissante est le 2.9 VR6 développant 181 chevaux. Il faut également noter que la gamme de Passat B4 ne contenait que 2 motorisations Diesel, contre 6 Essence.

## Moteurs
Les moteurs suivants ont été montés sur la B4 Passat :
| Motorisations de la B4 | Motorisations de la B4 | Motorisations de la B4 | Motorisations de la B4 | Motorisations de la B4 | Motorisations de la B4 | Motorisations de la B4 |
| Nom                    | Code moteur            | Type de moteur         | Cylindrée              | Puissance maximum      | Couple maximum         | Année                  |
| Moteur essence         | Moteur essence         | Moteur essence         | Moteur essence         | Moteur essence         | Moteur essence         | Moteur essence         |
| ---------------------- | ---------------------- | ---------------------- | ---------------------- | ---------------------- | ---------------------- | ---------------------- |
| 1.6                    | AEK                    | I4 8v SOHC             | 1 595 cm3              | 74 kW                  | 135 N m                | 1994–1996              |
| 1.6                    | AFT / AKS              | I4 8v SOHC             | 1 595 cm3              | 74 kW                  | 140 N m                | 1995–1997              |
| 1.8                    | RP2 et RP2E            | I4 8v SOHC             | 1 781 cm3              | 55 kW                  | 140 N m                | 1993–1997              |
| 1.8                    | ABS / ACC / ADZ / ANP  | I4 8v SOHC             | 1 781 cm3              | 66 kW                  | 145 N m                | 1993–1997              |
| 2.0                    | 2E / ADY / AGG / ABA   | I4 8v SOHC             | 1 984 cm3              | 85 kW                  | 166 N m                | 1993–1997              |
| 2.0                    | ABF                    | I4 16v DOHC            | 1 984 cm3              | 110 kW                 | 180 N m                | 1993–1997              |
| 2.8 VR6                | AAA                    | VR6 12v DOHC           | 2 792 cm3              | 128 kW                 | 235 N m                | 1993–1996              |
| 2.9 VR6                | ABV                    | VR6 12v DOHC           | 2 861 cm3              | 140 kW                 | 245 N m                | 1994–1996              |
| Moteur diesel          |                        |                        |                        |                        |                        |                        |
| 1.9 TD                 | AAZ                    | I4 8v SOHC             | 1 896 cm3              | 55 kW                  | 150 N m                | 1993–1997              |
| 1.9 TDI                | 1Z / AHU               | I4 8v SOHC             | 1 896 cm3              | 66 kW                  | 202 N m                | 1993–1997              |
| 1.9 TDI                | AFN                    | I4 8v SOHC             | 1 896 cm3              | 81 kW                  | 235 N m                | 1996–1997              |